# 天邊外劇場
天邊外劇場（英文： 全名：Theatre Horizon Arts Limited）是香港一小型專業劇團，為香港藝術發展局資助團體，香港少數以鑽研表演藝術為主的劇團。
天邊外劇場於2006年8月成立，由陳曙曦出任藝術總監。天邊外劇場為香港少數以鑽研表演藝術為主的劇團，探討各種表演體系及劇作風格，以及背後的戲劇理論及創作理念，同時亦以戲劇觀照生活及反映社會狀況見稱，近作以傳統劇場以外之另類空間作演出場地。

## 歷史
天邊外劇場於2006年成立，2011年正式註冊為非牟利有限公司，2014年改名為天邊外劇場有限公司。劇團由資深戲劇工作者陳曙曦出任藝術總監，由資深音樂及舞蹈工作者莫蔓茹擔任形體指導及行政經理，並由黃國鉅博士出任學術顧問及董事局主席。

## 劇場作品
| 年份 | 劇目 | 編劇                                     | 導演             | 演出地點                                                           | 備註                                              |
| ---- | --- | ---------------------------------------- | ---------------- | ------------------------------------------------------------------ | ------------------------------------------------- |
| 2021 | 《假音雙姝》The Falsetto Girls                                                                                 | 黃國鉅                                   | 陳曙曦           | 大埔文娛中心演奏廳                                                 |                                                   |
| 2021 | 《2042世界望鄉之旅》2042 Journey to World Nostalgia                                                            | 小池博史 (日本)                          | 小池博史、陳曙曦 | 賽馬會創意藝術中心賽馬會黑盒劇場                                   | 「亞洲劇場共生五年計劃」第三年                    |
| 2019 | 《十牛圖》Ten Bulls                                                                                            | 集體創作                                 | 鄧灝威           | 新界打鼓嶺坪輋保衛家園聯盟導賞中心 及 坪輋國泰花園魚菜共生實驗農場 | 「亞洲劇場共生五年計劃」第二年                    |
| 2019 | 《半入塵埃》Requiem                                                                                            | 漢諾赫‧列文 (以色列) Hanoch Levin        | 陳曙曦           | 大埔文娛中心黑盒劇場                                               |                                                   |
| 2018 | 《傷逝如她》Mourning Becomes Electra                                                                           | 尤金‧奧尼爾 (美國) Eugene O'Neill        | 鄧灝威           | 香港文化中心劇場                                                   | 「新導演運動」節目                                |
| 2018 | 《藥》Drug | 潘惠強                                   | 林婷婷(澳門)     | 香港兆基創意書院小劇場                                             | 「亞洲劇場共生五年計劃」第一年                    |
| 2018 | 《教父阿塗》The Resistible Rise of Arturo Ui                                                                   | 布萊希特 (德國)                          | 王俊豪           | 香港文化中心劇場                                                   | 「新導演運動」節目                                |
| 2018 | 《漁港夢百年》第三部曲「大夢初醒」 Century-old Dreams of a Fishing Harbour Episode III. The Awakening          | 黃國鉅                                   | 陳曙曦           | 牛棚藝術村十二號單位                                               |                                                   |
| 2017 | 《培爾‧金特》Peer Gynt                                                                                         | 亨里克·易卜生 (挪威)                     | 鍾肇熙           | 香港兆基創意書院多媒體劇場                                         | 「新導演運動」節目                                |
| 2017 | 《卡繆‧義人》Les Justes de Camus                                                                               | 阿爾貝·卡繆 (法國)                       | 鍾肇熙           | 天邊外自由劇場                                                     | 「與新導演同行」節目                              |
| 2017 | 《浮士德》Faustus                                                                                              | 克里斯多福·馬洛 (克里斯多福·馬羅) (英國) | 周偉泉           | 上環文娛中心劇院                                                   | 「新導演運動」節目                                |
| 2017 | 《天邊外》Beyond the Horizon                                                                                   | 尤金‧奧尼爾 (美國) Eugene O'Neill        | 陳曙曦           | 牛棚藝術村N2號單位                                                 |                                                   |
| 2017 | 《第一夜》 The First Night                                                                                     | 鍾伯淵 (台灣)                            | 鍾伯淵           | 天邊外自由劇場劇場                                                 | 曉劇場「西九外劇場節」參節節目                    |
| 2017 | 《Made in Macau 2.0》                                                                                          | 林婷婷、趙七 (澳門)                      | 林婷婷、趙七     | 天邊外水泊劇場                                                     | 滾動傀儡另類劇場「西九外劇場節」參節節目          |
| 2017 | 《夜行動物》 Midnight Angels                                                                                   | 小檜山洋一 (日本)                        | 鍾肇熙           | 天邊外自由劇場                                                     | 窮人誌「西九外劇場節」參節節目                    |
| 2017 | 《這一夜，聽我（城）的故事》 My (City’s) Stories                                                               | 陳瑋鑫、楊苑洪、姚安遜、王溢程、黃子悅   | 陳瑋鑫           | 天邊外水泊劇場                                                     | William et al. 創作研究室「西九外劇場節」參節節目 |
| 2017 | 《這夜煙火燦爛 －北京舊城的故事》 Brilliant Fireworks Tonight - The Story of Old Beijing                       | 陳泰然                                   | 王俊豪           | 天邊外自由劇場                                                     | 巴爾劇場「西九外劇場節」參節節目                  |
| 2016 | 《李逵的藍與黑》（東北村落版） The Black and the Blue of a Man （North-east Village Edition）                  | 潘惠森                                   | 陳曙曦           | 打鼓嶺坪輋保衛家園聯盟導賞中心                                     |                                                   |
| 2016 | 《學業進暴》 Dear Yelena Sergeevna                                                                             | 柳德米拉‧拉蘇莫夫卡亞（俄羅斯）          | 鄧灝威           | 天邊外水泊劇場                                                     |                                                   |
| 2016 | 《漁港夢百年》第二部曲「噩夢連場」 Century-old Dreams of a Fishing Harbour - Episode II. Nightmares            | 黃國鉅                                   | 陳曙曦           | 牛棚藝術村12號單位                                                 |                                                   |
| 2015 | 《花園宴會》（東北村落版） The Garden Party （North-east Village Version）                                     | 哈維爾 （捷克）                          | 陳曙曦           | 打鼓嶺坪輋保衛家園聯盟導賞中心                                     | 第四屆香港藝穗民化節節目                          |
| 2015 | 《Seek and Hide》                                                                                              | 李穎蕾                                   | 鄧灝威           | 天邊外水泊劇場                                                     |                                                   |
| 2015 | 演員的自我騷癢三《天道英才》 Rourselves 3                                                                      | 黃珏基 張翼東 王俊傑 袁偉燊 許晉邦       | 許晉邦           | 天邊外藝民空間                                                     |                                                   |
| 2014 | 《漁港夢百年》第一部曲「初入夢鄉」 Century-old Dreams of a Fishing Harbour - Episode I                         | 黃國鉅                                   | 陳曙曦           | 沙田大會堂文娛廳及荃灣大會堂文娛廳                                 |                                                   |
| 2014 | 《禁區廣場》 The Square                                                                                        | 黃國鉅                                   | 陳曙曦           | 天邊外藝民空間                                                     |                                                   |
| 2013 | 《禁葬-安蒂岡妮》（東北村落版）                                                                                | 索褔克里斯 （索福克勒斯）                | 陳曙曦           | 打鼓嶺坪輋保衛家園聯盟導賞中心                                     | 第二屆香港藝穗民化節節目                          |
| 2013 | 《房間》 The Room                                                                                              | 潘詩韻                                   | 陳曙曦           | 葵青劇院黑盒劇場                                                   | 與香港戲劇創作室聯合製作                          |
| 2012 | 《如果.在.冬.夜.一個.旅.人》 If. On. A. Winter's. Night. A. Traveler                                           | 李穎蕾 葉興華 梁翠珊                     | 陳曙曦           | 賽馬會創意藝術中心                                                 | 香港原創聯合製作                                  |
| 2012 | 《短鼻子大象小小》 Short-nosed Elephant Xiao Xiao                                                              | 九把刀 （臺灣）                          | 陳曙曦           | 上環文娛中心劇院                                                   | 與大細路劇團合辦 國際綜藝合家歡節目               |
| 2012 | 《生死界》Au Bord de la Vie                                                                                    | 高行健 （法國）                          | 陳曙曦           | 天邊外自由劇場                                                     |                                                   |
| 2011 | 《法吻》（聖誕再演）French Kiss                                                                                | 莊梅岩                                   | 陳曙曦           | 香港藝術中心壽臣劇院                                               | 康樂及文化事務署主辦                              |
| 2011 | 《法吻》 French Kiss                                                                                           | 莊梅岩                                   | 陳曙曦           | 香港藝術中心壽臣劇院                                               | 康樂及文化事務署主辦                              |
| 2010 | 《變天》Winds of Change                                                                                        | 黃國鉅                                   | 陳曙曦及張錦程   | 西灣河文娛中心劇院                                                 |                                                   |
| 2010 | 《俾咩俾! 唔叉俾!!!》 Non Si Paga! Non Si Paga!                                                                | 達里奧·福 (義大利)                       | 陳曙曦           | 天邊外自由劇場                                                     |                                                   |
| 2009 | 荒酷的盒子《月季與薔薇》及《阿God你漏o左o野呀？》 The Box: Rose and Rose & God, Have You Forgotten Something?" | 黃國鉅                                   | 陳曙曦           | 天邊外自由劇場                                                     |                                                   |
| 2008 | 編風作浪《聖像山》Writing Winds, Writing Waves                                                                 | 黃國鉅                                   | 陳曙曦           | 沙田大會堂文娛廳                                                   |                                                   |
| 2008 | 《焚城令》（小劇場版）Defiance （Studio Version）                                                              | 黃國鉅                                   | 陳曙曦           | 葵青劇院黑盒劇場                                                   |                                                   |
| 2007 | 《焚城令》Defiance                                                                                             | 黃國鉅                                   | 陳曙曦           | 香港文化中心劇場                                                   |                                                   |
| 2007 | 《小河男孩》Xiao He Nan Hai                                                                                    | 施柏林 (改編/編劇)                       | 陳曙曦           | 西灣河文娛中心劇院                                                 |                                                   |
| 2006 | 《小城風光》Our Town                                                                                           | 曹爾頓‧懷爾德 （桑頓·懷爾德）            | 陳曙曦           | 牛池灣文娛中心劇院                                                 |                                                   |

## 劇場表演訓練
天邊外劇場非常注重表演藝術的探索，鑽研不同表演體系作為劇團的宗旨，劇團除了舉辦戲劇課程外，也從世界各地，包括法國、日本、捷克等，邀請大師來港舉辦各種工作坊，讓香港的專業演員、導演或其他業界人員接觸香港以外的養份，提高香港劇場的水平。

## 獎項及其它
- 獲頒獎項
  - 2019
    - 《半入塵埃》演員邵美君獲第11屆香港小劇場獎「優秀女演員」。

  - 2018
    - 《教父阿塗》演員許晉邦獲IATC(HK)劇評人獎2018「年度演員獎」。
    - 《教父阿塗》第28屆香港舞台劇獎「年度優秀製作」。
    - 《教父阿塗》導演王俊豪獲第28屆香港舞台劇獎「最佳導演(喜/鬧劇)」。

  - 2017
    - 藝術總監陳曙曦獲頒2017年香港藝術家年獎(戲劇)。
    - 《培爾‧金特》佈景及服裝設計師孫詠君獲第27屆香港舞台劇獎「最佳舞台設計」。
    - 《天邊外》演員劉俊謙獲第9屆香港小劇場獎「最佳男主角」。

  - 2016
    - 《漁港夢百年》第二部曲「噩夢連場」英國演員艾敬生獲第8屆香港小劇場獎「優秀男演員」獎。[4]

  - 2012
    - 《法吻》演員張錦程獲第21屆香港舞台劇獎「最佳男主角」。[5]
    - 《法吻》獲第21屆香港舞台劇獎「十大最受歡迎製作」。

  - 2011
    - 《生死界》導演陳曙曦獲第4屆香港小劇場獎「最佳導演」。[6]

  - 2009
    - 《月季與蘠薇》導演陳曙曦獲第2屆香港小劇場獎「最佳導演」。[7]
    - 《月季與蘠薇》演員何健汶及何康汶獲第2屆香港小劇場獎「最佳女演員」。

- 提名獎項
  - 2019
    - 《十牛圖》導演鄧灝威獲提名第12屆香港小劇場獎「最佳導演」。
    - 《十牛圖》獲提名第12屆香港小劇場獎「最佳整體演出」。
    - 《半入塵埃》演員馮祿德獲提名第11屆香港小劇場獎。
    - 《半入塵埃》導演陳曙曦獲提名第11屆香港小劇場獎「最佳導演」。
    - 《半入塵埃》佈景設計師郭偉倫獲提名第11屆香港小劇場獎「最佳舞台美學設計」。
    - 《半入塵埃》獲提名第11屆香港小劇場獎「最佳整體演出」。
    - 《半入塵埃》獲提名IATC(HK) 劇評人獎2019「年度演出獎」。
    - 《半入塵埃》導演陳曙曦獲提名IATC(HK) 劇評人獎2019「年度導演獎」。
    - 《半入塵埃》邵美君獲提名IATC(HK) 劇評人獎2019「年度演員獎」。

  - 2018
    - 《教父阿塗》 獲提名IATC(HK)劇評人獎2018「年度演出獎」。

  - 2017
    - 《培爾‧金特》作曲及現場樂師丁宗偉獲提名第27屆香港舞台劇獎「最佳配樂」。
    - 《天邊外》演員劉俊謙獲提名IATC(HK)劇評人獎2017「年度演員獎」。
    - 《天邊外》演員歐燕文獲提名第9屆香港小劇場獎「優秀女演員」。
    - 《李逵的藍與黑》(東北村落版)導演陳曙曦獲提名第9屆香港小劇場獎「最佳導演」。

  - 2016
    - 《漁港夢百年》第二部曲「噩夢連場」導演陳曙曦獲提名第8屆香港小劇場獎「最佳導演」。
    - 《花園宴會》(東北村落版)演員吳家禧獲提名第8屆香港小劇場獎「優秀男演員」。

  - 2014
    - 《禁區廣場》演員張錦程獲提名第7屆香港小劇場獎「最佳男主角」。

  - 2012
    - 《法吻》陳曙曦獲提名第21屆香港舞台劇獎「最佳導演」。
    - 《法吻》獲提名第21屆香港舞台劇獎「最佳整體演出」。

  - 2011
    - 《生死界》演員王林獲提明第4屆香港小劇場獎「最佳男演員」。
    - 《生死界》獲提名第4屆香港小劇場獎「最佳整體演出」。

  - 2009
    - 《月季與蘠薇》編劇黃國鉅博士獲提名第2屆香港小劇場獎「最佳編劇」。
    - 《焚城令》音樂創作陳偉發獲提名第19屆香港舞台劇獎「最佳音響設計」。

## 藝評
- 蔚藍【立場新聞】 【藝民節2015】《花園宴會》：一個年青人搵工的故事（页面存档备份，存于） 2015.12.8

## 媒體報導
- 2010.09.10 【CNN旅遊網站】 5 Most Watchable Hong Kong Theater Companies（页面存档备份，存于）

## 外部連結
天邊外劇場官方網站（页面存档备份，存于）